# Sandra Lanthaler
Sandra Lanthaler (* 1. Februar 1984) ist eine ehemalige italienische Naturbahnrodlerin. Sie wurde 2002 Europameisterin und 2002 sowie 2004 Juniorenweltmeisterin. Ihre jüngere Schwester Evelin ist ebenfalls Naturbahnrodlerin.

## Karriere
Nachdem Lanthaler schon bei Junioreneuropameisterschaften internationale Erfahrung gesammelt hatte, startete sie bei der Weltmeisterschaft 2001 in Stein an der Enns erstmals bei einem Titelkampf in der Allgemeinen Klasse. Mit dem vierten Platz verpasste sei nur knapp das Podest. Den größten Erfolg ihrer Karriere feierte sie Anfang Februar 2002 bei der Europameisterschaft in Frantschach-Sankt Gertraud, als sie überraschend mit knappen acht Hundertstelsekunden Vorsprung auf die Russin Jekaterina Lawrentjewa Europameisterin wurde. Drei Wochen später gewann sie auch bei der Juniorenweltmeisterschaft in Gsies die Goldmedaille.
Nachdem sie im Winter 2003 weder an der Weltmeisterschaft noch an der Junioreneuropameisterschaft teilgenommen hatte, konnte sie im Februar 2004 ihren Juniorenweltmeistertitel erfolgreich verteidigen. Lanthaler siegte bei der Juniorenweltmeisterschaft in Kindberg mit nur einer Hundertstelsekunde Vorsprung auf ihre Teamkollegin Barbara Abart. Eine Woche später erzielte sie bei der Europameisterschaft 2004 in Hüttau allerdings nur den neunten Platz. Am 17. Januar 2004 hatte Lanthaler in Garmisch-Partenkirchen ihr einziges Weltcuprennen bestritten, das sie auf dem guten dritten Platz beendete. Nach 2004 nahm sie an keinen internationalen Wettkämpfen mehr teil.

## Sportliche Erfolge

### Weltmeisterschaften
- Stein an der Enns 2001: 4. Einsitzer

### Europameisterschaften
- Frantschach 2002: 1. Einsitzer
- Hüttau 2004: 9. Einsitzer

### Juniorenweltmeisterschaften
- Gsies 2002: 1. Einsitzer
- Kindberg 2004: 1. Einsitzer

### Junioreneuropameisterschaften
- Umhausen 2000: 4. Einsitzer
- Tiers 2001: 8. Einsitzer

### Weltcup
- 1 Podestplatz